# بيري تي ريان
بيري تي ريان (بالإنجليزية: Perry T. Ryan)‏ هو مؤرخ ومحامي أمريكي، ولد في 26 نوفمبر 1962.